# Одеський музей нумізматики
Оде́ський музе́й нумізма́тики — музей монет і банкнот у місті Одесі. Профілем та завданнями музею є вивчення історії монетної справи і грошового обігу, а також збереження і показ найважливіших історичних пам'яток, що відносяться до древньої історії і культури Північного Причорномор'я, Русі-України. Восени 1991 р. в Одесі була відкрита галерея «Монетний двір». У січні 1999 вона була реорганізована в Одеський музей нумізматики.
Діяльність музею зі збереження, примноження та вивчення пам'яток культурно-історичної спадщини українського народу відзначена нагородами Верховної Ради, Уряду, Національного банку України, керівництва Одеси й Одеської області.

## Структура
У складі музею працюють дві філії, розташовані в центральній частині міста:
- вул. Грецька, 33 — експозиція античних і середньовічних монет, старих і сучасних паперових грошей України; кераміки Північного Причорномор'я та дрібної художньої пластики Київської Русі.

- пл. Європейська, 5 — галерея «Монетний двір» — експозиція сучасних монет і грошових сурогатів (токени) України.

## Колекція
Музейна колекція нараховує понад 3 тисяч монет та інших експонатів, що відносяться до різних історичних епох: античної, середньовічної, нового та новітнього часу, включаючи період незалежного розвитку Української держави. Серцевину музейних фондів складають монети, що чеканилися різними містами-державами і Боспорським царством, що існували в античний час у Північному Причорномор'ї протягом майже тисячі років. Особливий інтерес для нумізматичної науки представляє чимала кількість неопублікованих унікальних і рідкісних екземплярів.
Крім великої нумізматичної колекції в фондах музею добре представлені й інші найцінніші пам'ятки, що відносяться до древньої історії Північного Причорномор'я та Київської Русі: антична кераміка та давньоруська дрібна пластика. Середньовічна дрібна пластика Київської держави складає окрему музейну колекцію, що відображає різноманіття видів давньоруського декоративно-прикладного мистецтва в його історичному розвитку: від предметів прикраси і декору дохристиянського періоду Русі (підвіски, луниці, амулети, персні тощо) до культових православних старожитностей (нагрудні ікони, хрести, енколпіони).
Металеві нагрудні підвіски-жетони зі знаками князівської влади роду Рюриків (двозуб та тризуб) видавалися київськими князями своїм воєводам та намісникам як символ влади в X—XIII ст.
Невелика, але виразна колекція античної кераміки дає уявлення про розмаїтість посуду, що використовувався мешканцями античного Північного Причорномор'я, та розвиток ремесла її виготовлення. Місцева кераміка не досягла таких висот як грецька, але залишила свій слід у мистецтві виробництва кераміки на півдні України.

## Вісник музею
Результати науково-дослідної роботи музею втілюються у випусках власного друкованого видання — Віснику Одеського музею нумізматики. В його випусках містяться статті про унікальні та рідкісні монети античних міст Північного Причорномор'я, а також монети, що карбувалися і були в обігу в середньовічній Русі-Україні, аналізуються особливості цих пам'яток — типологія, семантика зображень, хронологія, вагарні дані, тип і характеристики металу, — у синтезі з історичними подіями, станом економіки та світоглядом свого часу. Подібними публікаціями включаються в науковий обіг невідомі раніше екземпляри і поповнюється Корпус монет згаданого регіону. Своїми дослідженнями Одеський музей нумізматики продовжує 200-річні традиції відомих одеських вчених-нумізматів і вносить свою лепту у вивчення древньої історії Північного Причорномор'я та Русі-України.
В 2004 р. був виданий «Збірник статей по нумізматиці Північного Причорномор'я», у який ввійшли 19 випусків «Вісника» як результат науково-дослідницької діяльності музею за п'ять років. Необхідність видання цієї книги була обумовлена двома обставинами: постійно зростаючою зацікавленністю давньою нумізматикою Північного Причорномор'я як в Україні, так і за її межами, а також тим фактом, що всі випуски «Вісників» відбувалися як некомерційні проекти і видавалися невеликими тиражами, що зробило їх сьогодні бібліографічною рідкістю. У таблицях «Збірника» наведені зображення 363 монет, більшість із яких відноситься до числа рідких та унікальних екземплярів. Повністю музейна колекція опублікована в «Каталозі колекції Одеського музею нумізматики». Видано чотири томи «Каталогу». Всі книги випущені у двох язикових версіях — російською та англійською.
На базі музейної колекції готуються реферати і доповіді на різних наукових конференціях, лекції та виступи перед учнівською молоддю і студентами, а також інші публікації. Зокрема, статті для альманаху «Про що розповіла монета».

## Виставки та проекти
Щорічно в музеї проводяться десятки виставок з показом стародавніх і сучасних монет та банкнот, а також інших найцінніших пам'яток, що відносяться до древньої історії України: антична кераміка, середньовічна дрібна пластика тощо. Інформація про найцікавіші з них регулярно публікується на музейному сайті.
Крім основної виставочно-експозиційної діяльності Одеський музей нумізматики щорічно розробляє та реалізує популярні телевізійні і публіцистичні проекти, присвячені історії України і місту-герою Одесі.
На початку 1970-х рр. в Одесі з'явився новий музей «Стара Одеса». У перші роки свого існування музей розташовувався у Сторожовій вежі старої фортеці, що в парку Шевченка. Потім музейна експозиція переїздила в інші частини міста, але незмінними залишалися головна мета — за допомогою стародавніх листівок, гравюр і архівних документів розповідати про історію Одеси, її чудові пам'ятки архітектури й, звичайно ж, про людей, що принесли місту славу та популярність. Організатором і директором музею став відомий одеський краєзнавець і колекціонер Рудольф Михайлович Ципоркіс. Він був справжнім енциклопедістом у питаннях історії Одеси. Одних стародавніх листівок у його колекції налічувалося понад 1,5 тисячі. Рудольф Михайлович прожив довге і цікаве життя та вмер в 1999 році у віці 90 років. Віддаючи данину пам'яті чудовому одеситові, а також продовжуючи його справу, Одеський музей нумізматики в 1999 році організував експозицію стародавніх листівок, що одержала назву галерея «Стара Одеса». На базі цих матеріалів знято чимало телевізійних передач, присвячених Одесі, її історії та культурі.

## Галерея
В античний час майже всі основні грецькі міста-поліси Північного Причорномор'я карбували власні монети зі срібла і міді, а Ольвія та Пантікапей також і золоті монети. Карбування монет у північно-понтійських полісах та Боспорському царстві тривало до другої половини III ст. н. е. У музейній колекції є чимала кількість унікальних і рідких монет, що представляють значний інтерес для історичної науки.

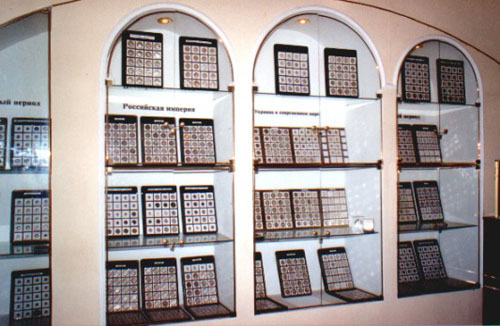
Філіал на вул. Грецька, 33
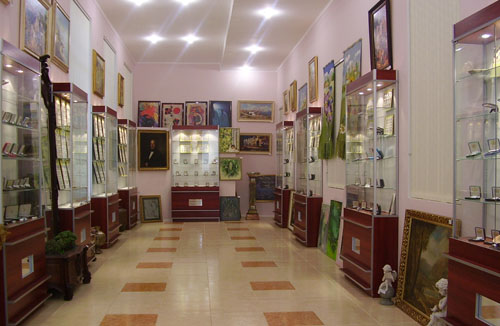
Галерея «Монетний двір»
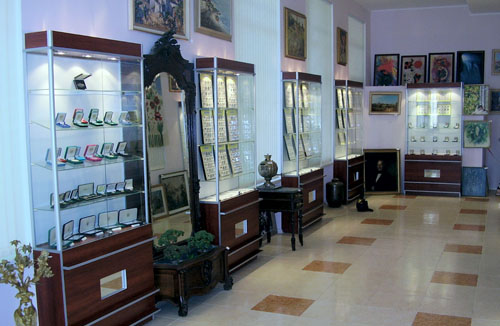
Інтер'єр музею
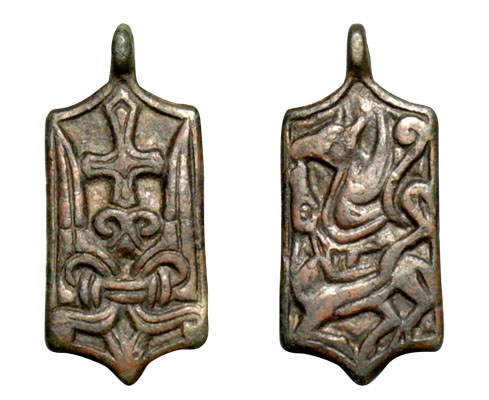
Князівська підвіска Рюриків із тризубом. X–XI століття н. е.
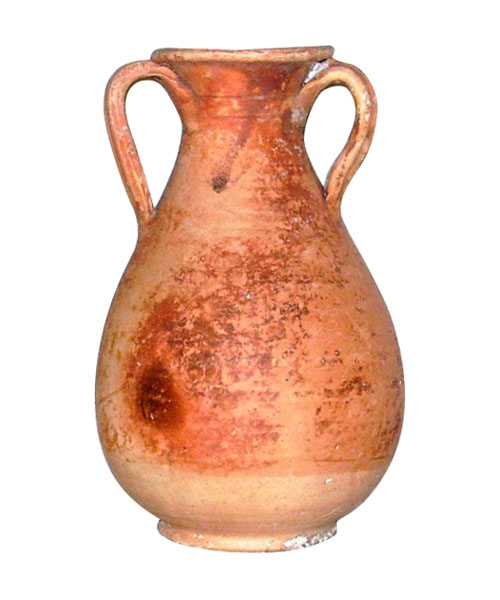
Глечик, Тіра. II–III століття до н. е.
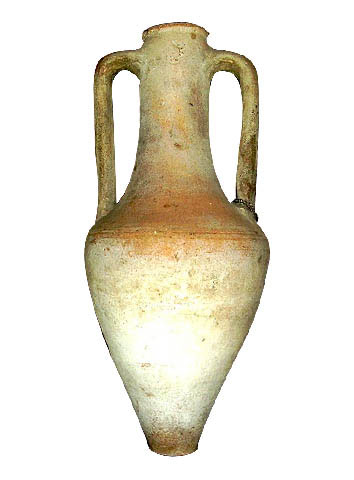
Амфора, Гераклея Понтійська. IV століття до н. е.
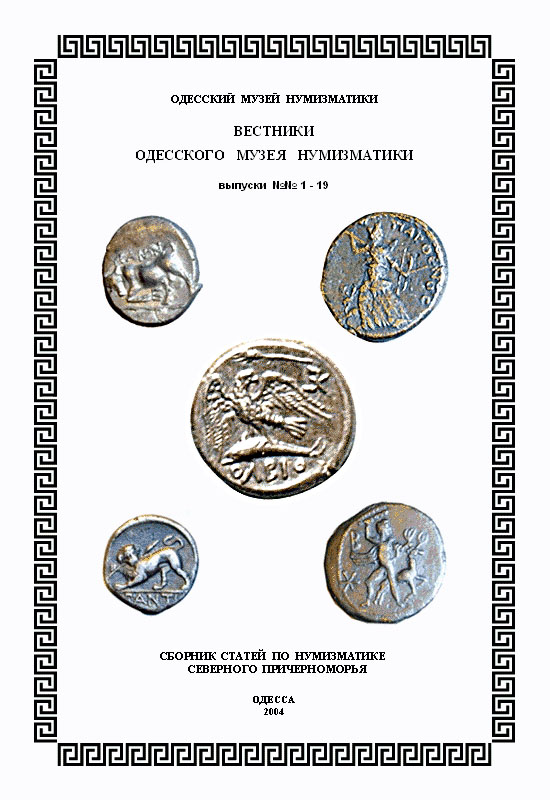
Вісник Одеського музею нумізматики
Каталог колекції Одеського музею нумізматики
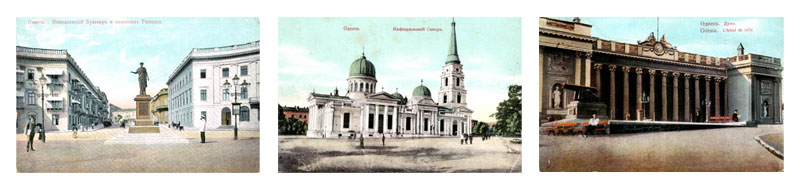
Експонати галереї «Стара Одеса»
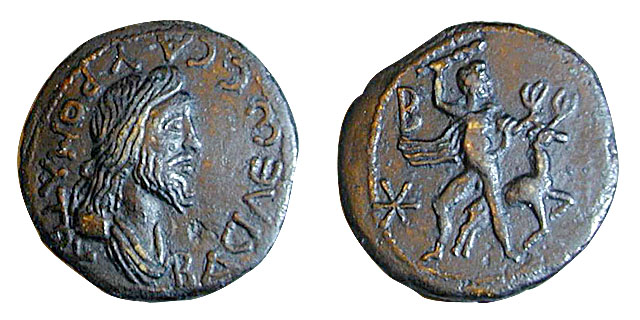
Унікальна монета боспорського царя Савромата II. II–III ст. н. е.
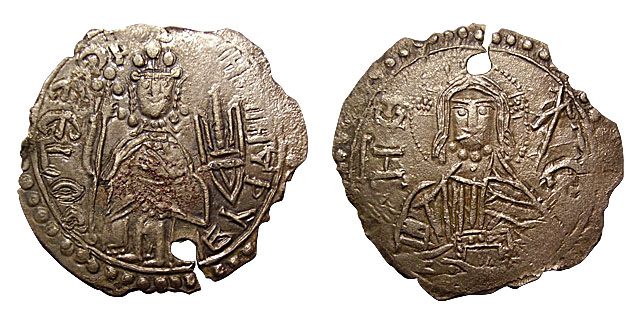
Срібник великого Київського князя Володимира I Святого. X–XI ст. н. е.
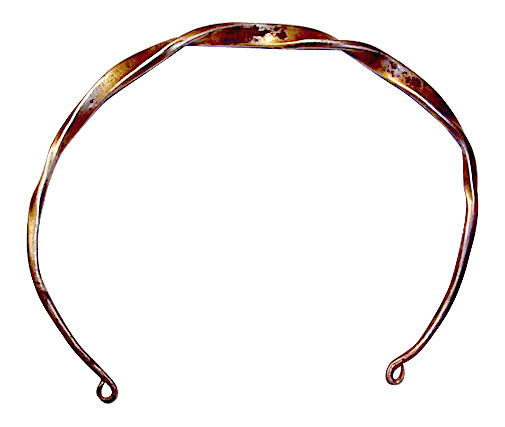
Срібна шийна гривня Київської Русі. X–XI століття н. е.
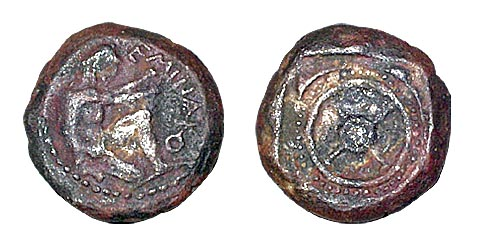
Ольвія. Статер EMINAKO. V ст. до н. е.
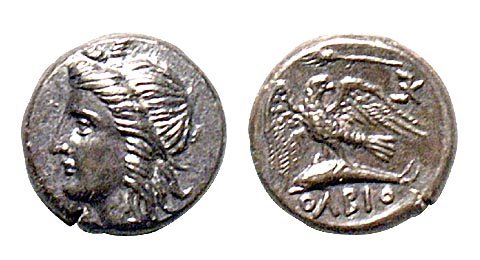
Ольвія. Статер. IV ст. до н. е.
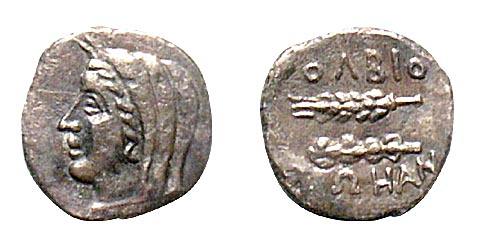
Ольвія. драхма. III ст. до н. е.
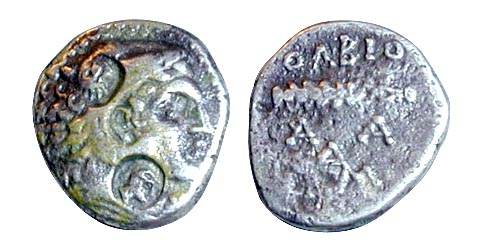
Ольвія. Дідрахма із двома надкарбуваннями. II ст. до н. е.
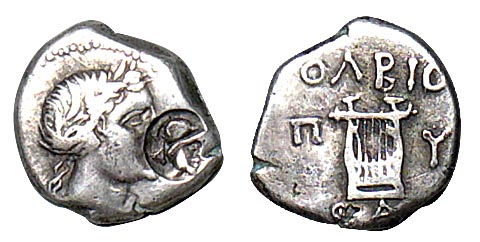
Ольвія. Драхма з надкарбуванням. II ст. до н. е.
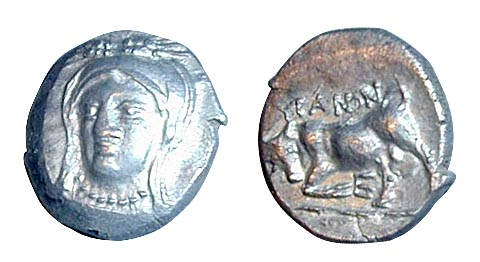
Тіра. драхма з буквою Е. IV ст. до н. е.
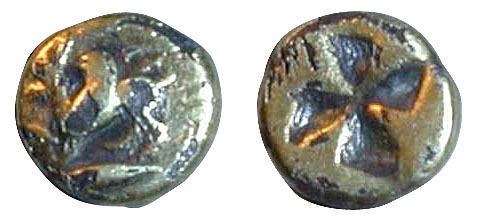
Кізікон, знайдений у Ніконії. гемігекта.  VI-V ст. до н. е.
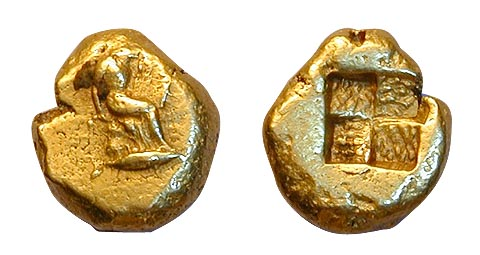
Кізікон, знайдений у Ніконії. Статер. V-IV ст. до н. е.
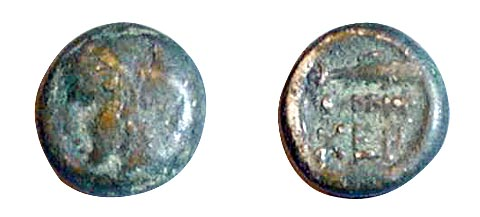
Херсонес. Діобол. IV ст. до н. е.
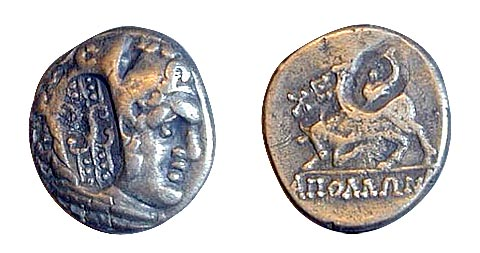
Херсонес. Драхма з двома накарбуваннями. III ст. до н. е.
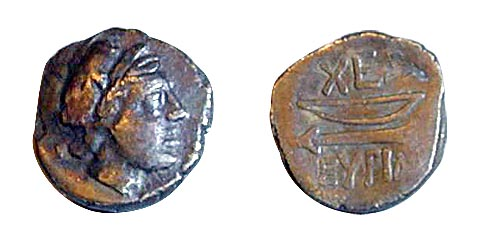
Херсонес. Гемідрахма. III ст. до н. е.
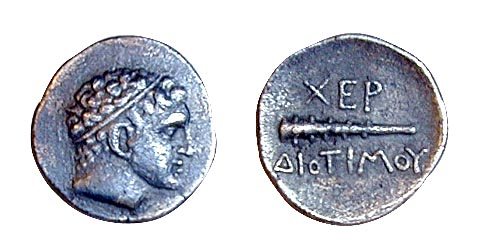
Херсонес. Гемидрахма. II ст. до н. е.
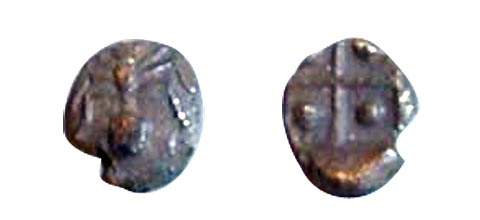
Пантікапей. Тетартеморій. V ст. до н. е.
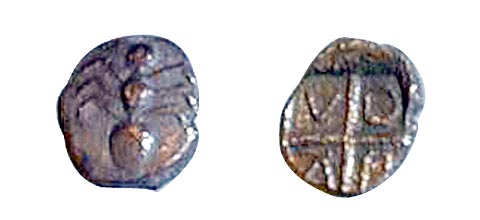
Пантікапей. Тетартеморій храму Аполлона. V ст. до н. е.
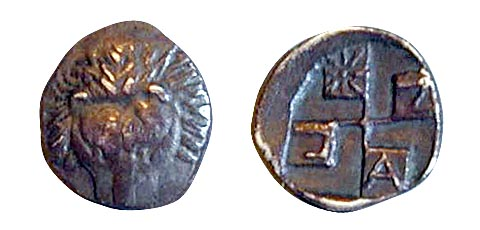
Пантікапей. Діобол. V ст. до н. е.
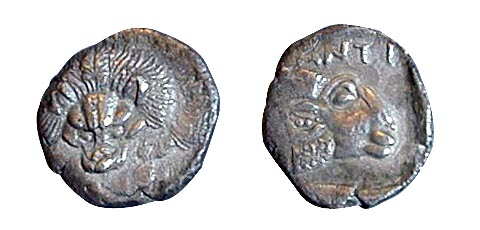
Пантікапей. Діобол. V ст. до н. е.
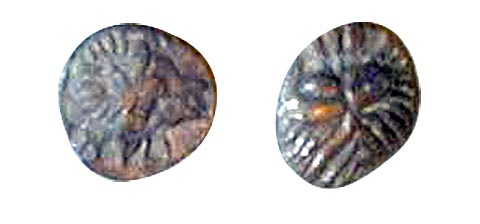
Пантікапей. Тетартеморій храму Аполона. V-IV ст. до н. е.
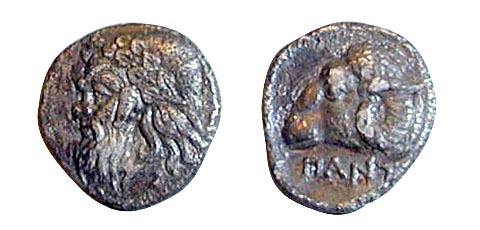
Пантікапей. Діобол. IV ст. до н. е.
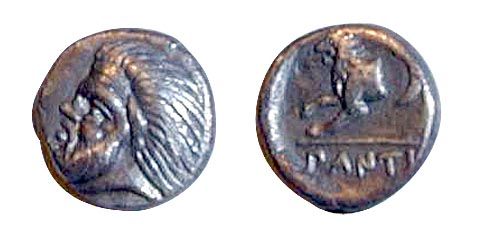
Пантікапей. Обол. IV ст. до н. е.
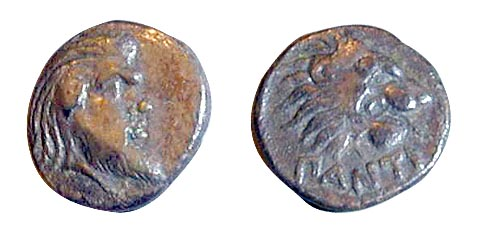
Пантікапей. Гемідрахма. IV ст. до н. е.
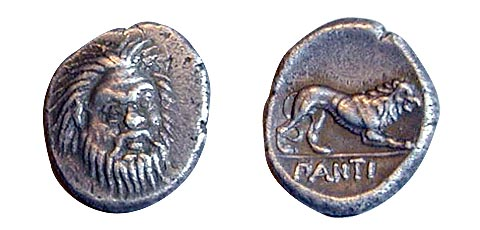
Пантікапей. Гемідрахма. IV ст. до н. е.
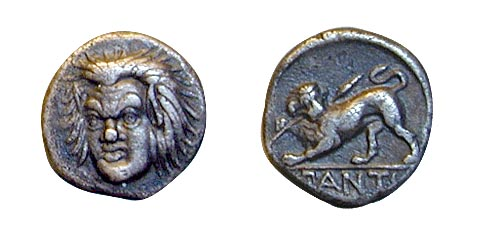
Пантікапей. Гемідрахма. IV ст. до н. е.
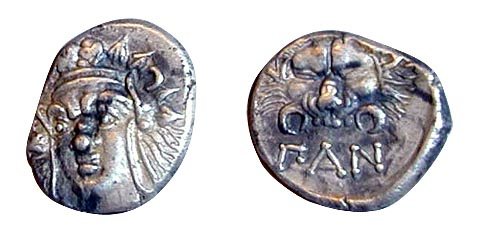
Пантікапей. Гемідрахма. IV ст. до н. е.
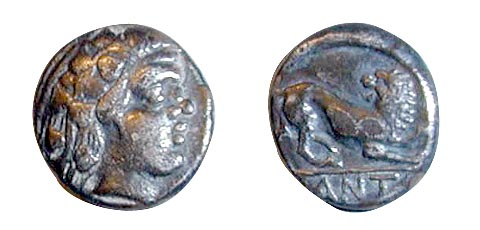
Пантікапей. Гемідрахма. IV ст. до н. е.
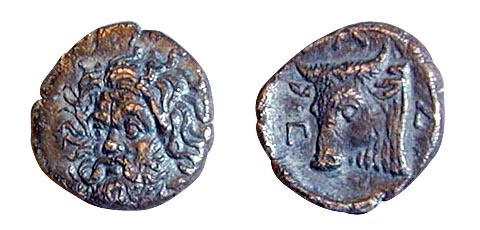
Пантікапей. Драхма. III ст. до н. е.
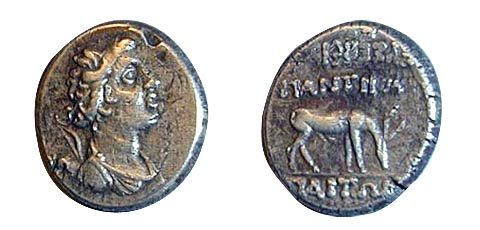
Пантікапей. перекарбована драхма. I ст. до н. е.
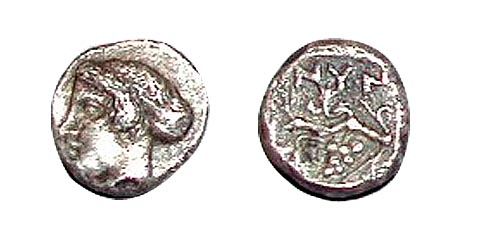
Німфей. Діобол. V ст. до н. е.
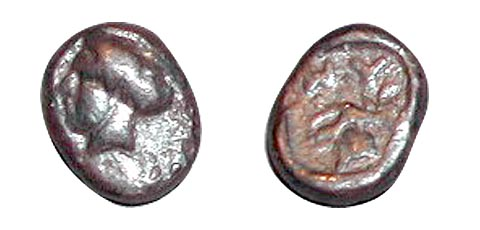
Німфей. Геміобол. V ст. до н. е.
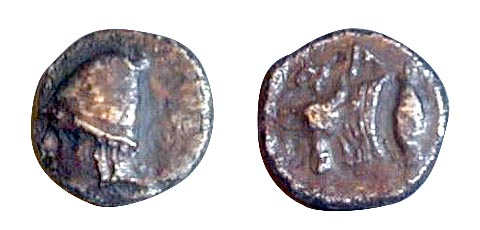
Фанагорія. Діобол. V-IV ст. до н. е.
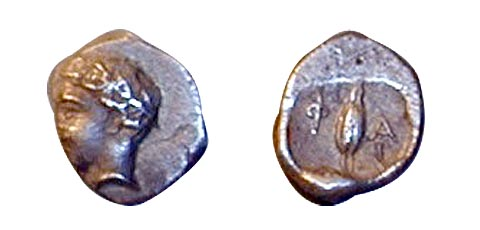
Фанагорія. Геміобол. V-IV ст. до н. е.
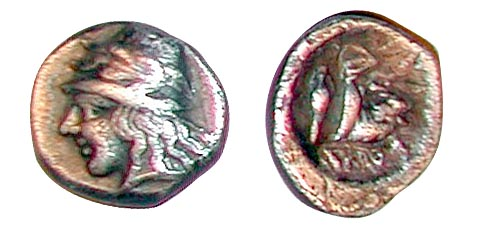
Фанагорія. Діобол. IV ст. до н. е.
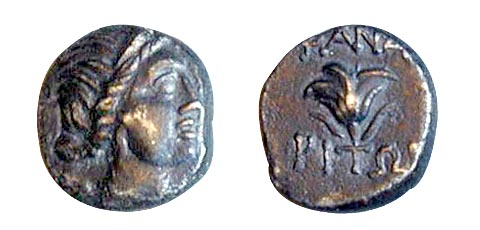
Фанагорія. Тетробол. II ст. до н. е.
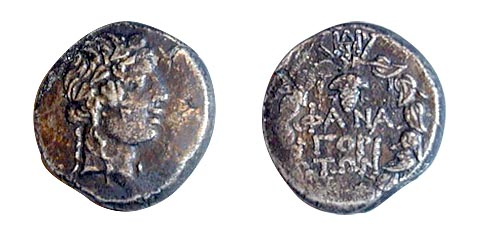
Фанагорія. Дідрахма.I ст. до н. е.
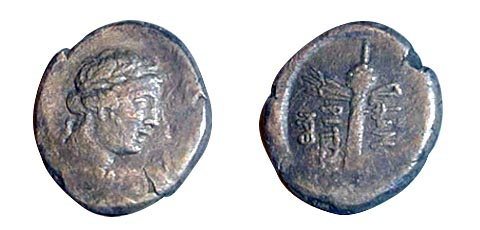
Фанагорія. Драхма. I ст. до н. е.
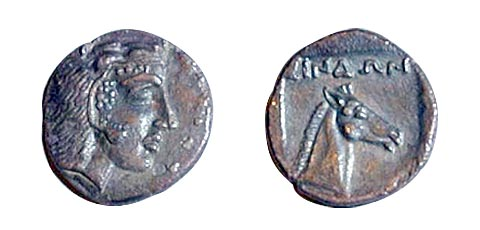
Сіндіка. Діобол. V ст. до н. е.
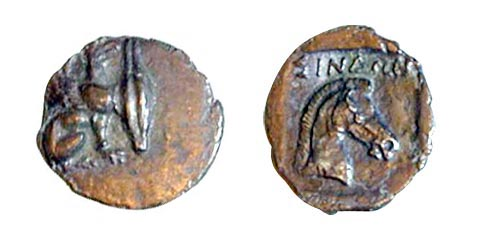
Сіндіка. Діобол. V ст. до н. е.